# オフィスペイ
オフィスペイとは、GMOフィナンシャルゲート株式会社が提供する社員証決済のサービスである。

## 特徴
オフィスペイはイスラエルに本社を置くNAYAX社のVPOS Touch端末を利用することで提供される。
VPOS Touch端末の対応決済手段はクレジット、電子マネー、オフィスペイで、JVMA推奨キャッシュレス対応自販機、海外製コーヒーマシン、マッサージチェア、ランドリーマシン等の機器に組み込み可能な他、端末単体の利用で社員食堂等にも設置可能である。

## 対応カード
FeliCa、Mifare規格のカードであれば社員証以外にセキュリティカードや会員カードでも利用可能である。

## 利用方法
1日、1か月あたり〇回まで購入可能とする回数制限方式と、1日、1か月あたり〇円まで購入可能とする金額制限方式の2通りの方法で利用できる。

## 利用事例
回数制限方式を用いた福利厚生としての利用や、来客用の飲料での利用。金額制限方式を用いた売上トランザクションデータ連携による給与天引きといった利用が行われている。

## 端末提供会社
NAYAX株式会社

## サービス提供会社
GMOフィナンシャルゲート株式会社

## 関連リンク
- 導入事例 “導入事例｜オフィスペイ”. officepay.jp. 2021年8月18日閲覧。

- キャッシュレスDXマガジン “DXマガジン｜オフィスペイ｜社員証で簡単支払い、社員満足度を高める福利厚生サービス”. officepay.jp. 2021年8月18日閲覧。

- GMOフィナンシャルゲート “GMOフィナンシャルゲート株式会社”. gmo-fg.com. 2021年8月18日閲覧。